# József Aszalay
József Aszalay de Szendrő (n.14 februarie 1798, Paks-d. 6 octombrie 1874, Eger) a fost un scriitor și cartograf maghiar.